# جو سونغ هوان
جو سونغ هوان (بالهانغل:조성환، وبالهانجا: 趙星桓. ولد في 9 أبريل 1982) هو لاعب كرة قدم من كوريا الجنوبية، ويلعب حالياً في نادي تشونبك هيونداي موتورز منذ 7 يناير 2015 كمدافع.

## مسيرته الكروية
لعب جو سونغ هوان خلال مسيرته الاحترافية مع 6 أندية في عشرون موسمًا وسجل خلالها 6 أهداف ضمن 277 مباراة. حيث فاز في موسمين بالكأس وفي ستة مواسم بالدوري.
خاض جو سونغ هوان مسيرته مع نادي سوون سامسونغ بلووينغز في موسم 2001 ليلعب معه خمسة مواسم، مشاركًا في 70 مباراة سجل خلالها هدفًا واحدًا. ثم انتقل إلى نادي بوهانغ ستيلرز في موسم 2005 ليلعب معه أربعة مواسم، حيث شارك في 60 مباراة سجل خلالها هدفًا واحدًا أيضًا. لينتقل بعدها إلى نادي هوكايدو كونسادول سابورو في عامي 2009-2011 ولمدة موسمين، مشاركًا في 36 مباراة ولم يسجل أي هدف. ثم انتقل إلى نادي جونبك هيونداي موتورز في موسم 2010 في المرة الأولى واستمر معه طيلة ثلاثة مواسم ثم في موسم 2015 ليلعب معه أربعة مواسم، مشاركًا طوالها في 89 مباراة سجل خلالها هدفين. هذا وانتقل لاحقًا إلى نادي معيذر في موسم 2013–14 لمدة موسم واحد، مشاركًا في 9 مباريات سجل خلالها هدفًا واحدًا.

## روابط خارجية
- جو سونغ هوان على موقع الاتحاد الدولي (مؤرشف)  (الإنجليزية)
- جو سونغ هوان على موقع رابطة كرة القدم اليابانية للمحترفين (اليابانية)
- جو سونغ هوان على موقع دوري كوريا الجنوبية (الإنجليزية)
- جو سونغ هوان على موقع قاعدة بيانات كرة القدم.إي يو (الإنجليزية)
- جو سونغ هوان على موقع ناشيونال فوتبول تيمز (الإنجليزية)
- جو سونغ هوان على موقع Soccerway.com (الإنجليزية)
- جو سونغ هوان على موقع كووورة